# ولسوالی روخه
روخه یکی از ولسوالیهای ولایت پنجشیر در شمال خاوری افغانستان است. رخه یک از ولسوالیهای زیبای ولایت پنجشیر میباشد.